# Sin City
Sin City är en amerikansk tecknad serie i film noir-stil, skriven och tecknad av Frank Miller och utgiven av Dark Horse Comics.
En film baserad på serien gavs ut 2005 och anses av kritiker som en av de mest trogna överföringarna mellan de bägge medierna. Se Sin City (film).

## Platser
- Kadies Club Pecos
- Old Town
- The Farm
- Santa Yolanda Tar Pits (tjärgroparna i Santa Yolanda)
- The Projects
- Sacred Oaks

## Volymer
(Engelska titlar)
1. The Hard Goodbye (även utgiven på svenska som Sin City)
2. A Dame to Kill For
3. The Babe Wore rRed (and other stories)
4. Silent Night
5. The Big Fat Kill
6. That Yellow Bastard
7. Daddy's Little Girl
8. Lost Lonely and Lethal
9. Sex & Violence
10. Just Another Saturday Night
11. Family Values
12. Hell and Back (a Sin City Love Story)
13. Booze Broads and Bullets